# Domencijan
Domencijan (srbsko Доментијан, Domentijan) znan tudi kot Domencijan Hilandarec (srbsko Доментијан Хиландарац, Domentian Hilandarac) je bil glavna osebnost srbske srednjeveške književnosti in filozofije, * okoli 1210, † po 1264.
Bil je menih v samostanih Žiča in Hilandar na Atosu, sodobnik Svetega Save in njegov  spremljevalec  na romanju v Sveto deželo. Spoštovali so ga tako na srbskem dvoru kot na gori Atos, kjer je napisal svoja najpomembnejša dela. Iz njegovih del bi lahko sklepali, da je bil hagiograf, ki je napisal življenjepisa dveh srbskih svetnikov, v resnici pa je poveličeval meništvo in krščanstvo.

## Življenje
Samostansko življenje je začel v Savinem samostanu Žiča. Kot nedvomno zglednega meniha ga je srbski dvor poslal v samostan Hilandar, da bi se pridružil Savi. Savo je spremljal na njegovem drugem romanju v Jeruzalem.

## Življenjepis Svetega Save
Življenjepis Svetega Save je napisal okoli leta 1253, sedem let po Savini smrti,  na ukaz srbskega kralja Štefana Uroša I. Življenjepis je hkrati povzdigovanje meniškega življenja. Za Domencijanov slog pisanja so značilni tekoča pripoved, panegirična dikcija in  obilje teoloških in mističnih elementov s poudarkom na duhovnem in očitno samostanskem stališču. Pisal je v celici (kellion), ki jo je zgradil Sava v atoškem središču Karies.

## Življenjepis svetega Simeona
Za življenjepis svetega Simeona (Štefan Nemanja) je uporabil dela starejših avtorjev. Veliko gradiva je dobesedno prepisal iz življenjepisa Štefana Nemanje, ki ga je napisal Štefan Prvokronani.  Uporabil je tudi nekaj vrstic Hvalnice sv. Vladimirju, ki jo je napisal kijevski metropolit Hilarij (1051-okoli 1054).

## Zapuščina
Srbska akademija znanosti in umetnosti ga uvršča med sto najbolj prominentnih Srbov.

## Vira
- Đorđe Trifunović (1963). Domentijan. Beograd: Polit.
- Milojević, Snežana J. (2015). "Jevanđelje u Domentijanovom Životu Svetoga Save". Zbornik radova Filozofskog fakulteta u Prištini. 45 (2): 63–90. doi:10.5937/zrffp45-8564.